# Gortyna moesiaca
Gortyna moesiaca är en fjärilsart som beskrevs av Herrich-Schäffer 1845. Gortyna moesiaca ingår i släktet Gortyna och familjen nattflyn. Inga underarter finns listade i Catalogue of Life.